# Oxalis erythrorhiza
Oxalis erythrorhiza är en harsyreväxtart som beskrevs av John Gillies. Oxalis erythrorhiza ingår i släktet oxalisar, och familjen harsyreväxter. Inga underarter finns listade i Catalogue of Life.